# 群狼作戦
群狼作戦（ぐんろうさくせん、ドイツ語: Wolfsrudeltaktik）は、第二次世界大戦中にドイツ海軍潜水艦隊司令（BdU）カール・デーニッツ少将が考案した、複数の潜水艦が協同して敵輸送船団を攻撃する通商破壊戦術の一つである。ウルフパック（英: Wolfpack）ともいう。また、狼群戦術（ろうぐんせんじゅつ）と呼ぶ場合もある。

## ドイツ海軍の作戦内容
群狼作戦は複数の潜水艦（3隻以上）で執り行う作戦である。
まず先発の潜水艦が、偵察機から送られてきた情報から進行方向を予測し、予測海域で待ち伏せをし、輸送艦隊が海域に侵入したのを確認したら各艦で包囲陣形を取り、これを撃滅するという方針である。この方法により、潜水艦の被害は少なくなり、撃沈数は増加した。
また、これは作戦と言うよりも戦術であり、そのため群狼戦術と翻訳される場合もある。

## アメリカ海軍の群狼作戦
潜水艦による連携攻撃はアメリカ海軍も取り入れており、開戦当初こそ艦隊決戦主義であったものの、アメリカ戦略研究所の出した「海軍の最良の任務は日本の戦闘艦艇の減殺よりも商船隊の壊滅によって海上交通を遮断すること」との結論に基づいて、大戦中の1943年３月頃より日本の輸送船団に対して使用している。前年1942年からの魚雷の性能改善、潜水艦数の充足とあいまって、この1943年３月頃から日本の商船被害が激増する。本来、民間船に対し無警告の攻撃は国際法違反であるが、米国政府は宣戦布告無しでの真珠湾攻撃に対する報復として、当初よりこれを正当化していた。攻撃潜水艦は3隻を1グループとし、また、攻撃方法は包囲殲滅よりも波状攻撃が主であった。なお、日本海軍は最後まで艦隊決戦主義の影響が強く、また潜水艦も大型の半面で数に制限があり、主に輸送船攻撃よりも艦隊の作戦行動に付随して使われる形が主体となっていた。
アメリカ海軍の狼群戦術は、公式には「調整攻撃グループ」（coordinated attack groups ）と呼ばれ、通常は3隻の潜水艦で一部隊となって哨戒し、出港前に3隻の中から先任の指揮官による統制に服するよう組織化された。"Swede"ことMomsenは戦術を工夫し、1943年10月1日、最初のアメリカ潜水艦による狼群 - 「セロ（SS-225）」、「シャード（SS-235）」、「グレイバック（SS-208）」 - を率いて出撃した。なお、アメリカ海軍はウルトラによる暗号解読情報を展開中の各艦に通報するなどの支援を行っていた。
当時のアメリカ海軍は個人の日記記録を厳しく禁じており、公式記録以外の個人での狼群戦法の記録はほとんど残っていなかった。しかし、ユージーン・B・フラッキー（Eugene B. Fluckey）少佐が艦長を務めた「バーブ（SS-220）」の一魚雷員が戦後30年経過してから秘密日記をつけていたことを少佐に告白し、同少佐が回顧録を書く際にその内容を明らかにした。

### 攻撃パターン
そのフラッキーの著書に基づいて講演を行った糸永新によれば、アメリカ軍の狼群戦法をまとめると下記のようになる。
1. 1チームは3隻、最大で4チーム12隻が同一海域に出撃した。
2. 群指揮官は序列に関係なく指名された。
3. 作戦海域を指定し、幾つかの哨区に分割する[注 1]。各狼群に割り当てされる哨区の広さは400から600平方マイルであった。
4. 敵を探知、発見した場合は直ちに僚艦に通報し、極力協同して攻撃する。
5. 僚艦との会合は主としてレーダー波による誘導を用いる。
6. フラッキー少佐は上記に加えて、独自の戦法を取っていた。
  1. 日本の船団には前後に護衛艦が配置されることが多いため、月明りがない夜の攻撃では、1隻が船団前方、2隻目が船団横合いから攻撃する。2隻目は攻撃後逆方向に占位し攻撃を再開する。3隻目は船団の反応など戦況次第で攻撃する方向を変える。各艦は攻撃後浮上航走して船団前方に進出し、前述のローテーションを繰り返す。この方法のデメリットは時間を要することである。
  2. 攻撃の鍵は探知発見にあるため、各艦は極力浮上航走し、潜望鏡とレーダーを使用する。重要通信の傍受と充電にも浮上はプラスとなる。危険も高くなるが、受容するべきである。

### 積極性の背景
伊藤英敏は、アメリカ潜水艦が積極的に浮上攻撃を実施したのは日本側の警戒の薄さを知った上での行動である可能性も指摘している。その傍証として、航空機による警戒がつけられていた場合であっても、レーダーや逆探が装備されておらず、夜間の捜索は目視に頼るしかなかったこと、九六式陸上攻撃機以外の対潜哨戒機は下方視界が不良であったことなどを挙げている（専門の対潜哨戒機である東海は投入が1945年で数も少なかった）。また、伊藤はアメリカ軍が夜間7：昼間3の割合で攻撃を実施し、航跡の残るMk14魚雷を躊躇せず使用し続けたことも挙げている。

### 機密厳守の失敗と教訓
なお、バーブの戦果は1945年1月24日、グアムに置かれた太平洋艦隊前進司令部の日例会議で報告されたが、アメリカ海軍のチェスター・ニミッツ長官は「潜水艦作戦の内容を公表するのは少なくとも60日後とする」と命じた。これは、以前ある政治家にブリーフィングしたところ、その政治家が報道陣に対して「日本海軍の爆雷調定深度は浅いためアメリカ潜水艦の被害は少ない」と喋ってしまい、その後アメリカ潜水艦の被害が激増して10隻ほどを喪失した経験によるものだったという。
実際、戦争中期まで本当に日本の爆雷調定深度は浅く、下記のような状態で沈降速度も連合軍の使用した爆雷に比較して遅いものだった。
- 九五式爆雷：爆発最大調定深度 60メートル
- 二式爆雷：爆発最大調定深度 150メートル
- 三式爆雷：爆発最大調定深度 200メートル

これに対してアメリカ潜水艦は次のような性能を持っており、戦争期間を通じて全般的に性能で優越した艦を投入した。
- ガトー級潜水艦：圧壊深度 約200メートル以上
- バラオ級潜水艦：圧壊深度 約300メートル以上

マスコミに暴露されるなどの障害があったにもかかわらず、なお勝利に結びつけられた理由は、物量の他、このような質の面での差も影響している。

## 冷戦期
狼群戦術の使用は冷戦期になると下火となった。近代化された潜水艦は遥かに改良された兵器を搭載するようになり、水中速力も第二次大戦期の潜水艦より向上したためである。潜水艦が大きな部隊を構成する必要はなくなった。代わりに、アメリカ海軍は個々の空母戦闘群に1隻、（稀に）2隻の攻撃型潜水艦を随伴させたのを除いて、攻撃型潜水艦を個艦で哨戒任務に従事させた。弾道ミサイル（潜水艦発射弾道ミサイル）を搭載した弾道ミサイル潜水艦も常に単艦で行動した（ソ連の弾道ミサイル搭載潜水艦は入念に防御された海域で行動した）。
しかしソ連海軍では、もともと群狼作戦に興味を持って研究を進めており、ヴィクター型原子力潜水艦（671型）の大量配備によって量と質を兼ね備えたSSN戦力の整備が実現すると、群狼作戦を冷戦時代にあわせて改良した攻撃原潜群戦法を実用に移した。1985年に北方艦隊が行なった大規模演習「アポルト」では、671型1隻、671RT型1隻、671RTM型3隻が参加しており、K-147はベンジャミン・フランクリン級SSBN「シモン・ボリバル」を6日間にわたり追跡、K-324も28時間に渡って米SSBNを追跡するなど多くの成果を挙げたが、米海軍はやっと帰投中の1隻を発見するにとどまった。また1987年の「アトリナ」演習では671RTM型5隻が攻撃原潜群戦法を展開し、ロフォーテン諸島付近で米海軍の捕捉を振り切ってアメリカ沿岸に接近した。これに対し、NATO側は通常の哨戒部隊に加えて、アメリカ海軍の空母機動部隊2個とイギリス海軍の空母「インヴィンシブル」機動部隊、米攻撃原潜6隻、哨戒機3群、さらにSURTASS搭載の音響測定艦3隻を投入して対応に追われたが、目標がSSNであることも把握できず、レーガン大統領に対して、多数のソ連SSBNがアメリカ沿岸で行動中との報告を上げる状況であった。

## イラク戦争
2003年3月のイラク戦争の緒戦で"Wolfpack"という言葉は再度脚光を浴びることとなる。この言葉はアメリカ海軍・イギリス海軍の原子力潜水艦が紅海に展開し、トマホーク巡航ミサイルによるイラク内の目標への攻撃を実施した際に使われた。「プロビデンス」（SSN-719 ）は全ミサイルを発射した最初の艦であり、「紅海狼群の大きな犬」（"Big Dog of the Red Sea Wolf Pack"）と言う仇名を戴いている。